# Philippe Kleinmann
Pour les articles homonymes, voir Kleinmann.
Philippe Kleinmann est un écrivain français, auteur de roman policier. En duo avec Sigolène Vinson, il utilise le nom de plume Kleinmann-Vinson.

## Biographie
Il est chirurgien thoracique.
En 2007, avec Sigolène Vinson, il publie son premier roman, Bistouri Blues avec lequel il remporte le prix du roman d'aventures 2007. C'est le premier volume d'une série ayant pour héros le commissaire Cush Dibbeth que l'on retrouve en 2015 dans Substance.
En 2011, les deux auteurs écrivent également un roman policier historique, Double Hélice.

## Œuvre

### Romans écrits en collaboration avec Sigolène Vinson

#### Série policièreCush Dibbeth
- Bistouri Blues, Paris, Éditions du Masque, coll. « Le Masque » no 2507, 2007  (ISBN 978-2-7024-3322-5) ; réédition, Paris, Éditions du Masque, coll. « Masque poche » no 57, 2015  (ISBN 978-2-7024-4171-8)
- Substance, Paris, Éditions du Masque, 2015  (ISBN 978-2-7024-4167-1)

#### Autre roman
- Double Hélice, Paris, Éditions du Masque, 2011  (ISBN 978-2-7024-3580-9)

#### Collectif
- Les Aventures du Concierge Masqué - L'Exquise Nouvelle saison 3, L'exquise Édition, 2013

## Prix et distinctions

### Prix
- Prix du roman d'aventures 2007 pour Bistouri Blues